# Traque sans répit
Pour les articles homonymes, voir Jane Doe (homonymie).
Traque sans répit (Jane Doe) est un téléfilm américain, diffusé en 2001.

## Synopsis
Jane Doe, responsable de la sécurité dans une société d'armes à feu, voit son fils Michael enlevé. Pour le récupérer, elle devra mettre la main sur des dossiers confidentiels et détruire les preuves d'un meurtre. Alors qu'elle est poursuivie par la police mais également les ravisseurs de Michael, les ennuis ne font que commencer pour Jane...

## Fiche technique
- Réalisation : Kevin Elders
- Scénario : Kevin Elders
- Pays d'origine : États-Unis
- Genre : Film d'action

## Distribution
- Teri Hatcher (V. F. : Claire Guyot) : Jane Doe
- Rob Lowe (V. F. : Emmanuel Curtil) : David Doe
- Trevor Blumas (V. F. : Maël Davan-Soulas) : Michael Doe
- David Hemblen (V. F. : William Sabatier) : Phelps
- Mark Caven (V. F. : Bernard Métraux) : Avery
- Maurice Dean Wint (V. F. : Thierry Desroses) : Niles Armstrong
- Christina Cox (V. F. : Vanina Pradier) : Pete
- Alex Karzis (V. F. : Franck Capillery) : Lucky
- Kevin Jubinville (V. F. : Pierre-Jean Cherer) : Kurt Simmons